# Canindeyú
Le département de Canindeyú (en espagnol : Departamento de Canindeyú) est un des 17 départements du Paraguay. Son code ISO 3166-2 est PY-14.
Le département du Canindeyú est considéré comme l’un des bastions de la monoculture extensive du soja au Paraguay. Les familles paysannes sont fortement exposées aux pesticides et autres produits chimiques, pouvant conduire à de graves problèmes de santé.
Le Canindeyú est également le théâtre de conflits violents entre communautés paysannes indigènes et propriétaires terriens. Ces derniers font appel à des paramilitaires brésiliens pour déloger les paysans de leurs terres, faisant parfois des morts.

## Géographie
Le département est limitrophe :
- au nord, au Brésil, de l'État du Mato Grosso do Sul ;
- à l'est, au Brésil, de l'État du Paraná ;
- au sud-est, du département de l'Alto Paraná ;
- au sud-ouest, du département de Caaguazú ;
- à l'ouest, du département de San Pedro ;
- au nord-ouest, du département d'Amambay.

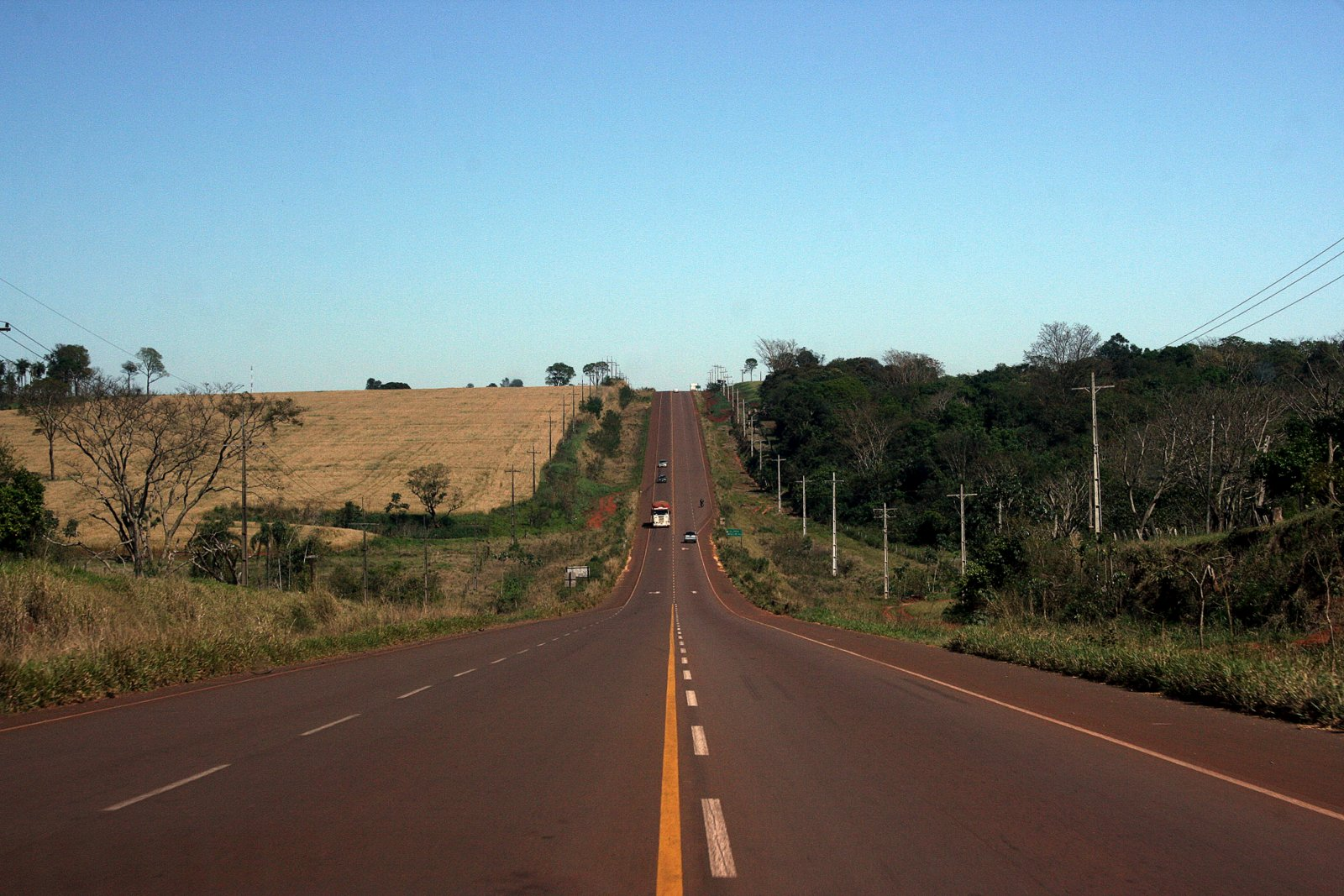
Route 10 dans le département de Canindeyú, Paraguay.

## Subdivisions
Le département est subdivisé en onze districts :
1. Corpus Christi
2. Curuguaty
3. General Francisco Caballero Alvarez (Puente Kyhá)
4. Itanará
5. Katueté
6. La Paloma
7. Nueva Esperanza
8. Salto del Guairá
9. Villa Ygatimí
10. Yasy Cañy
11. Ypejhū